# Piagapo
Piagapo is een gemeente in de Filipijnse provincie Lanao del Sur in het noorden van het eiland Mindanao. Bij de laatste census in 2007 had de gemeente bijna 35 duizend inwoners.

## Geografie

### Bestuurlijke indeling
Piagapo is onderverdeeld in de volgende 37 barangays:
| - Aposong - Bagoaingud - Bangco - Bansayan - Basak - Bobo - Bualan - Bubong Ilian - Bubong Tawa-an - Bubonga Mamaanun - Gacap - Ilian - Ilian Poblacion | - Kalanganan - Katumbacan - Lininding - Lumbaca Mamaan - Mamaanun - Mentring - Olango - Palacat - Palao - Paling - Pantaon - Pantar | - Paridi - Pindolonan - Radapan - Radapan Poblacion - Rantian - Sapingit - Talao - Tambo - Tapocan - Taporug - Tawaan - Udalo |

## Demografie
Piagapo had bij de census van 2007 een inwoneraantal van 34.792 mensen. Dit zijn 10.889 mensen (45,6%) meer dan bij de vorige census van 2000. De gemiddelde jaarlijkse groei komt daarmee uit op 5,31%, hetgeen hoger is dan het landelijk jaarlijks gemiddelde over deze periode (2,04%). Vergeleken met de census van 1995 is het aantal mensen met 15.594 (81,2%) toegenomen.

De bevolkingsdichtheid van Piagapo was ten tijde van de laatste census, met 34.792 inwoners op 340,07 km², 102,3 mensen per km².